# モンテカルロ音楽達人杯
モンテカルロ音楽達人杯(Monte Carlo Music Masters)は、モナコで行われていた音楽コンクール。

## 概要
国際音楽コンクールの単独最高位だけを集めて、その単独最高位同士が戦うという企画の音楽コンクール。1989年から開催。日本人の優勝者は山口研生か神尾真由子クラスの大物しか出せないと言われ、世界一過酷なコンクールを売りにする。過去の優勝者にはピアニストのアルベルト・ノゼをはじめ有名人が多数連なった。しかしながら、2024年初頭に公式サイトが突然消滅し、次回の開催は2024年5月現在不明となっている。
ピアノの際はモンテカルロピアノマスターズ＋年号、ヴァイオリンの際はモンテカルロヴァイオリンマスターズ＋年号、声楽家の際はモンテカルロヴォイスマスターズ＋年号、のように毎回コンクール名を変えていた。
世間一般の評価は高く、2006年からAAFの助成を受けていた。
ピアノ部門の場合、決勝戦は2名で文字通り対決させていた。
ヴァイオリン、ピアノ、声楽の三部門で構成されていた。

## 優勝者一覧
優勝者以外の表彰は原則行っていないが、回によって準優勝者を表彰していたこともあった。

### ピアノ
- 2023アリスト・シャム[3](アレッサンドロ・カーサグランデ国際ピアノコンクール第一位)
- 2021ニコライ・クズネツォフ(リカルド・ビニェス国際ピアノコンクール第一位)
- 2018アレクサンダー・ガジェヴ(浜松国際ピアノコンクール第一位)
- 2015アルベルト・ノゼ[4](サンタンデール国際ピアノコンクール第一位)
- 2012ミロスラフ・クルティシェフ(チャイコフスキー国際コンクール ピアノ部門第二位第一位空位)
- 2009セルゲイ・タラソフ(シドニー国際ピアノコンクール第一位)
- 2006Vladimir SVERDLOV(セニガリア国際ピアノコンクール第一位)
- 2003Roustem SAITKOULOV(The Rome Piano Competition第一位[5])
- 2001Rem URASIN(The Young Pianists’ Chopin Competition in Moscow organized by the Chopin Society第一位)
- 2000山口研生(第28回セニガリア国際ピアノコンクール第一位)
- 1999Maurizio BAGLINI
- 1996Giovanni BELLUCCI(第45回プラハの春国際音楽コンクール第一位[6])

- 1994Ludmil ANGELOV
- 1993Natalia TRULL(ベオグラード国際ピアノコンクール第一位)
- 1992Vardan MAMIKONIAN(Balis Dvarionas Piano Competition in Vilnius第一位)

### ヴァイオリン
- 2016Elli CHOI[7]
- 2013Nikita BORISO-GLEBSKY
- 2010Graf MOURJA
- 2007Fanny CLAMAGIRAND
- 2004神尾真由子(ヤング・コンサート・アーティスツ国際オーディション第一位)

### 声楽
- 2022Ekatarina SANNIKOVA[8]
- 2017Gil BYEONG-MIN[9]
- 2014Junhoom KIM
- 2011Roman BURDENKO
- 2008Mikhail KOLELISHVILI
- 2005Adina AARON
- 2002Yikun CHUNG
- 1997Marie DEVELLEREAU